# Comité d'approbation des changements
Pour les articles homonymes, voir CAB.
Dans le management du système d'information, le Comité d'Approbation des Changements (Change Advisory Board ou CAB) fait partie des bonnes pratiques ITIL pour la gestion des changements. Il est chargé d'autoriser les changements qui sont demandés et d'établir une priorité entre ces différentes demandes de changements.
Les membres de ce comité doivent vérifier à la fois la partie technique du changement et l'impact de ce changement sur le métier de l'entreprise.